# Allée Colette
Allée Colette är en gata (egentligen en allé) i Quartier du Palais-Royal i Paris första arrondissement. Allée Colette, som är belägen i Jardin du Palais-Royal, är uppkallad efter den franska författarinnan Colette (1873–1954). Allée Colette invigdes år 2019.

## Omgivningar
- Notre-Dame-des-Victoires
- Saint-Roch
- Palais-Royal
- Allée Elsa-Triolet

## Bilder
| - Gatuskylt. - Colette. |

## Kommunikationer
- Tunnelbana – linjerna   – Palais Royal – Musée du Louvre

### Webbkällor
- Béguerie, Sophie (1 mars 2019). ”Que savez-vous sur Colette et Cocteau au Palais-Royal?”. Le Figaro. Arkiverad från originalet den 10 september 2022. https://archive.ph/z596J. Läst 10 september 2022.
- Baverel, Philippe (19 februari 2019). ”Colette et Cocteau font leur retour au Palais-Royal”. Le Parisien. Arkiverad från originalet den 10 september 2022. https://archive.ph/wFr0i. Läst 10 september 2022.